# Droga wojewódzka nr 928
Droga wojewódzka nr 928 (DW928) – droga wojewódzka łącząca Mikołów z Kobiórem, położona w województwie śląskim.

## Miejscowości leżące przy trasie DW928
- Mikołów (DK44)
- Wyry
- Gostyń
- Kobiór (DK1)